# نور زكي
نور زكي (17أغسطس 1988) مخرج سينمائي يعمل بين مصر والولايات المتحدة الاميركيه منذ عام 2005.فائز بجائزة مهرجان صوت المرأة الآن.

## نشأته
ولد نور بالقاهرة لرجل أعمال وصحفية. الابن الوحيد، قامت والدتة بتربيتة. ومن سن الثامنة لاحظت والدتة ولعه الشديد للأفلام وصناعتها.

## سيرته المهنية
بعد حصوله علي بكالوريوس الاعلام سافر نور الي لوس انجلوس والتحق بأكاديمية نيويورك باستوديوهات يونيفيرسال لمدة عام. واخرج هناك فيلمه الثاني «لم يقتحم ولكن غزا»
تمت الإشادة بالفيلم لمناقشته قضايا مثل اخلاقيات الصحافة وحكم الاخوان المسلمين في مصر.
بعد مشاهدة الفيلم قام عدد من مدرسي الأكاديمية بتوصية نور لمنحة الماجستير بالأكاديمية. وحصل علي ماجستير صناعة السينما سنة 2014 .
مشروع تخرجه«ملحمة من ميدان التحرير».
يتبع الفيلم قصة فتاة مصرية تحاول إنقاذ حياة ابيها اثناء اشتباكات الثاني من فبراير2011 في ميدان التحرير.كان الفيلم إنتاج ضخم، اشترك به العديد من المواهب العالميه، وتم تصويره بين القاهرة ولوس انجلوس. حصل الفيلم علي الجائزة في مهرجان صوت المرأة الآن 2014.
لعد عودته من هوليوود تعاون نور مع خالد أبو النجا علي فيلم «الفكرة المظلمة» عن اكتشاف الحسن بن الهيثم لنظريه انعكاس الضوء. حاز الفيلم علي اهتمام إعلامي كبير وحاز علي عديد من الجواءز منها مهرجان بوستن وتم اختياره كرمز لمهرجان ميلان الدولي وابدي خالد أبو النجا اهتمامه بإنتاج نسخه طويله من الفيلم. في 2016 اخرج نور حمله RSM للاحتفال ب20 عام في الشرق الأوسط وكانت الحملة من إنتاج عمر واكد.
في 2017 اخرج حمله #HeForShe لهيءه للأمم المتحده للمرأة في الوطن العربي. تميزت الحملة بالعديد من الوجوه المشهورة منها الكاتب مدحت العدل، المخرج هاني خليفه، لاعب الكره حازم امام، والممثل ظافر العابدين، وغيرهم. وفي رمضان 2017 ساهم نور في الكتابة مع مدحت العدل في مسلسل لاعلي سعر بطوله نيللي كريم، زينه، أحمد فهمي، وإنتاج العدل جروب. ويعتبر المسلسل أول تجارب نور في الدراما التلفزيونيه المصرية.

## وصلات خارجية
- نور زكي على موقع IMDb (الإنجليزية)
- نور زكي على موقع قاعدة بيانات الأفلام العربية
- http://www.elcinema.com/en/person/2080252
- http://www.imdb.com/name/nm5627955/
- http://www.womensvoicesnow.org/wvn_announces_the_winners_of_the_2014_online_short_film_festival
- http://www.imdb.com/name/nm5627955/bio?ref_=nm_ov_bio_sm